# 漫步華爾街
《漫步華爾街》（A Random Walk Down Wall Street），為一本具有一定影響力、以股票市場為主題的著作。作者為普林斯顿大学经济学講座教授波顿·麦基尔。麦基尔主張資產報酬率由隨機過程支配，向大眾介紹了「隨機漫步假說」。「效率市場假說」的支持者常引用此書內容。
此書自認為不是投機指南，亦不保證一夕致富。作者以自身為專業投資人、經濟學者、個人投資者等三重身分，寫出這本投資指南，在於幫助投資人暸解投資理論及實務。另外，作者亦認為個人投資者不見得無法走入華爾街。運用規畫，也一樣能打敗華爾街專家。

## 關於投資技巧
麦基尔在书中按照学术研究，探討了一些熱門的投資技術，包括技術分析和基本面分析。 通過进一步分析，他指出這兩种技術的明显的缺陷，得出的結論是，對於大多數投資者來說，以上這些方法都會產生相对于被動投资策略较差的投资回报。
麦基尔也对依照过去的表现选择主动式共同基金进行了类似的批判。
麦基尔引出的研究表明，即使一些被積極管理的共同基金在一段時間內它的回報率大大超過了其它基金，但經常在隨後幾年后中表現欠佳，也就是說沒有多少被主動管理的共同基金能夠長期跑贏市場。 麦基尔表明，鑑於基金表現的分布性，在統計上不可能發生普通投資者恰好准确選擇出那些少數的長期表現將超越其基準指數的共同基金。

## 對於作者的批評
某些質疑麦基尔的論文中，列舉成功的「基本分析」信徒的業績，包括了彼得·林奇和沃倫·巴菲特，和成功的「技術分析」的追隨者如理查·丹尼斯）及拉里·威廉斯等作為這些投資方法有效證據。 針對這些批評，可能的解釋是麦基尔的著作和論文是專門針對典型的投資者，專業投資者，如沃倫巴菲特和彼得林奇，通常有可能更大的獲得資訊，允許優越的投資能力超過個人投資者。 例如，彼得林奇描述了他如何經常接觸到的首席執行官和公司的高層人員，因為他們都希望富達麥哲倫基金的進入這他們的公司，彼得林奇從這些訪問中藉此蒐集獨到的對公司前景的見解。  結果巴菲特和林奇的成功可能是由於優越的資訊，財力，或業務關係，但他們的情況不適用以典型的投資者。此外，即使有優越的資訊，許多專業投資者仍然表現多不佳於基準指數。從概率的角度來看，一些極少數投資策略追隨者其連續多年的是成功是偶然的，因為在機率上總有可能出現有人持續的戰勝市場，他們只是統計的異常值。 由於選擇上的偏見，公眾的注意力只集中不成比例成功的投資者，忽視了更大的不成功的投資者群體。